# Jun Masuo
Jun Masuo (増尾 遵?, Masuo Jun; Tokyo, 5 ottobre 1986) è un attore, modello e musicista giapponese, conosciuto per aver interpretato il ruolo di Jadeite, uno dei quattro re celesti, nella serie giapponese live action Pretty Guardian Sailor Moon.
Come musicista, suona la chitarra e l'arpa blues.

## Filmografia
- Bishōjo senshi Sailor Moon - Jadeite
- Heart - Fujisaki Tatuya
- Ultraman Gaia - Giovane Wagamu